# 風清揚
風清揚是金庸武俠小說《笑傲江湖》的人物，原屬於華山派，為金庸小說中武功絕頂的高手之一。
書中形容風清揚是「一個白鬚青袍老者，神氣抑鬱，臉如金紙」、「嗓音低沉，神情蕭索，似是含有無限傷心，但語氣之中自有一股威嚴」。而在後記當中形容是「心灰意冷，慚愧懊喪的隱士」。

## 生平
華山派劍宗與氣宗之爭，風清揚屬於劍宗，為華山派掌門「君子劍」岳不群和他夫人兼師妹「華山玉女」寧中則的師叔。曾和少林派方生大師有數面之緣。
風清揚武功蓋世、劍術天下無敵，日月神教教主任我行亦因此稱，自己最佩服的三個半人之中包括風清揚（第一和第二位分別是東方不敗和方證大師）。其傳說在江湖始終流傳，武林中人認為他已經仙遊，但事實上他一直隱居在華山思過崖附近。
根據少林派方丈方證大師與武當派掌門沖虛道長對令狐冲密會所言，風清揚曾遠渡江南被氣宗收買的人騙倒，與一名妓女結婚，因而沒有趕上劍宗、氣宗的決戰，最後劍宗落敗，使風清揚無顏面對華山派而消聲匿跡。
第十回傳劍中，令狐冲遇到風清揚，風清揚見他頗具慧根，雖立下「不見華山中人」的誓言，但仍傳他「劍魔」獨孤求敗絕學——獨孤九劍，之後令狐冲劍法大進，并在破庙击败屠灭华山派气宗的众多蒙面客，保存华山一派实力，但因不能透露風清揚傳劍，使令狐冲蒙上「偷辟邪劍譜」的惡名。
後來令狐冲身受內傷，但始終不願轉投少林修習《易筋經》，僅靠「吸星大法」支撐而日漸衰弱，因此方證大師曾假託桃谷六仙受風清揚之命代傳一篇內功口訣，直到令狐冲內傷日漸好轉才從任盈盈口中得知方證大師傳授的其實是少林的《易筋經》；然而風清揚確實有命桃谷六仙傳話，向方證大師告知日月神教將大舉來襲恆山派，請他幫忙照顧令狐冲，希望少林、武當兩派能作為援手。

## 武功
華山派劍法
獨孤九劍
劍法分做九大部分：總訣式、破劍式、破刀式、破槍式、破鞭式、破索式、破掌式、破箭式、破氣式，分別是依據不同兵器而生的對招方式，而就其本質來說，則可理解為「與八種不同兵器對陣時，所採用的攻防觀念」。

## 影视形象

### 电视剧
- 1984 劉江 香港无线电视剧《笑傲江湖 (1984年電視劇)》
- 1985 川原    台湾台视电视剧《笑傲江湖 (1985年電視劇)》
- 1996 鮑方 香港无线电视剧《笑傲江湖 (1996年電視劇)》
- 2000 於文仲 台湾中视电视剧《笑傲江湖 (2000年臺灣電視劇)》
- 2001 承惠 中國电视剧《笑傲江湖 (2001年電視劇)》
- 2013 梁家仁 中國电视剧《笑傲江湖 (2013年電視劇)》
- 2018 王勁松 光线传媒中國电视剧《笑傲江湖 (2018年電視劇)》

### 电影
- 1990 韓英傑 香港电影《笑傲江湖》
- 2025 洪金寶 中國電影《笑傲江湖》